# Крозьє (місячний кратер)
Кратер Крозьє (лат. Crozier) — невеликий метеоритний кратер у південно-західній частині Моря Достатку на видимому боці Місяця. Назва йому присвоєна на честь британського дослідника Арктики і Антарктики Френсіса Крозьє (1796—1848) та затверджена Міжнародним астрономічним союзом у 1935 році.

## Опис кратера

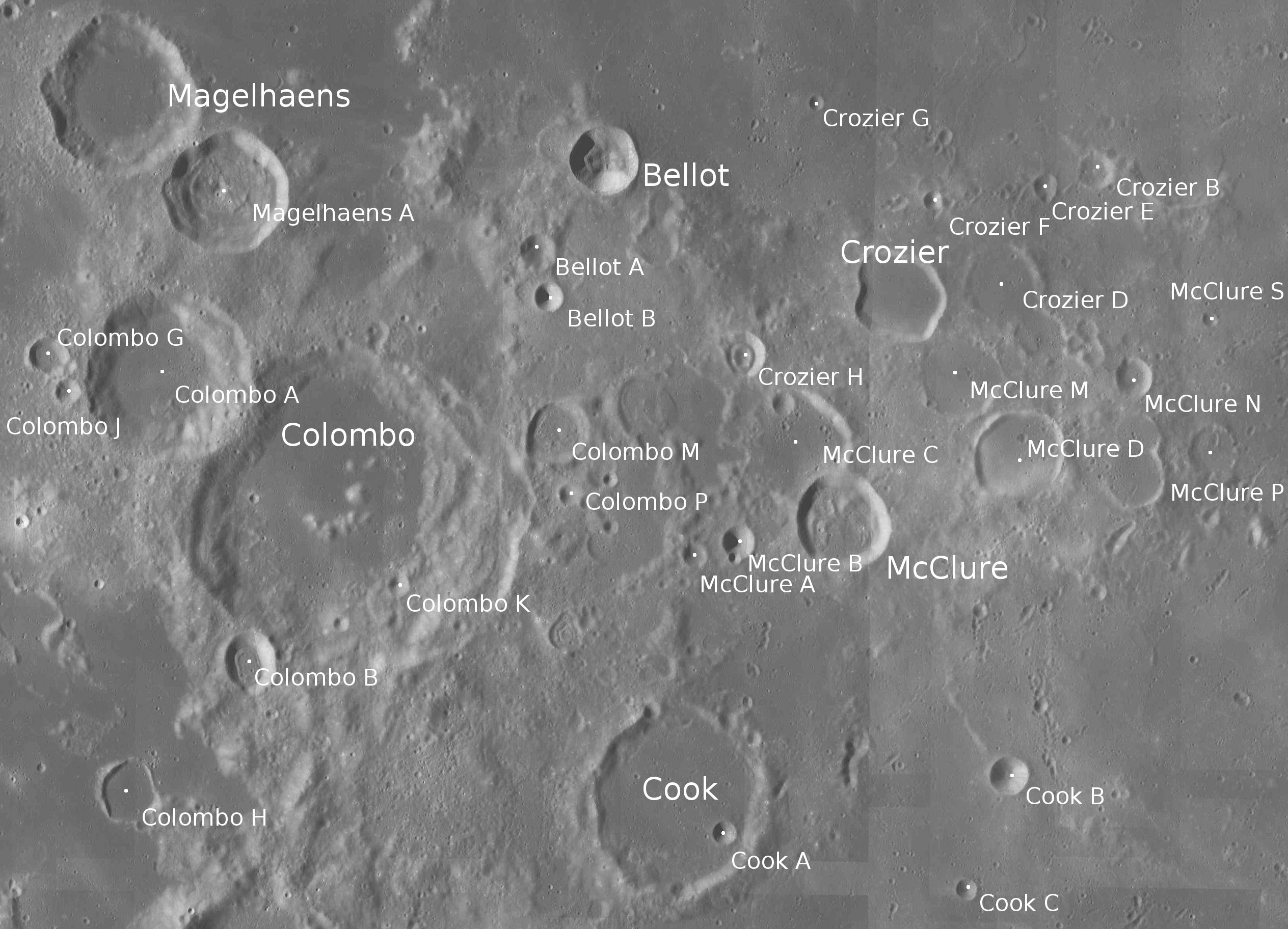
Околиці кратера Крозьє. Світлина зонду Lunar Reconnaissance Orbiter

Найближчими сусідами кратера Крозьє є: кратер Белло на північному заході; кратер Аль-Марракіші на північному сході; кратер Мак-Клюр на півдні і кратер Колумб на південному заході. На заході від кратера розташовані гори Піренеї і за ними Море Нектару. Селенографічні координати центру кратера 13°34′ пд. ш. 50°43′ сх. д. / 13.56° пд. ш. 50.72° сх. д., діаметр 22,5 км, глибина 1,3 км.
Кратер Крозьє має складну полігональну форму із впадиною у західній і виступом у південно-західній частині. Вал з гострою кромкою та гладким крутим внутрішнім схилом. Висота валу над навколишньою місцевістю досягає 810 м, об'єм кратера становить приблизно 300 км³. Дно чаші затоплене базальтовою лавою, плоске, без примітних структур. Альбедо чаші кратера низьке й відповідає поверхні навколишнього місячного моря.

## Сателітні кратери
| Крозьє | Координати                                                | Діаметр, км |
| ------ | --------------------------------------------------------- | ----------- |
| B      | 12°33′ пд. ш. 52°23′ сх. д. / 12.55° пд. ш. 52.39° сх. д. | 8,9         |
| D      | 13°28′ пд. ш. 51°35′ сх. д. / 13.46° пд. ш. 51.59° сх. д. | 19,4        |
| E      | 12°40′ пд. ш. 51°57′ сх. д. / 12.67° пд. ш. 51.95° сх. д. | 6,0         |
| F      | 12°47′ пд. ш. 51°00′ сх. д. / 12.79° пд. ш. 51° сх. д.    | 4,6         |
| G      | 12°01′ пд. ш. 49°59′ сх. д. / 12.02° пд. ш. 49.99° сх. д. | 4,1         |
| H      | 14°01′ пд. ш. 49°23′ сх. д. / 14.01° пд. ш. 49.38° сх. д. | 10,5        |
| L      | 10°00′ пд. ш. 51°30′ сх. д. / 10° пд. ш. 51.5° сх. д.     | 8,4         |
| M      | 8°50′ пд. ш. 51°22′ сх. д. / 8.84° пд. ш. 51.36° сх. д.   | 5,9         |

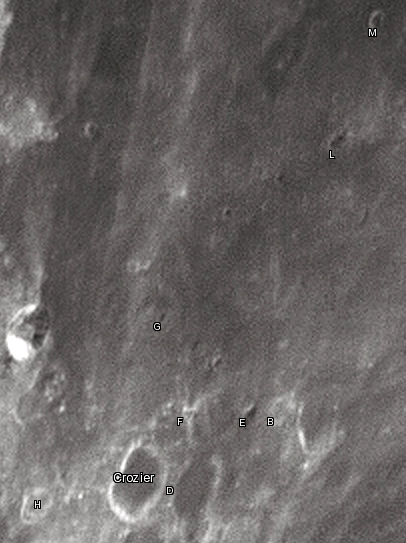
Світлина Девіда Кемпбелла

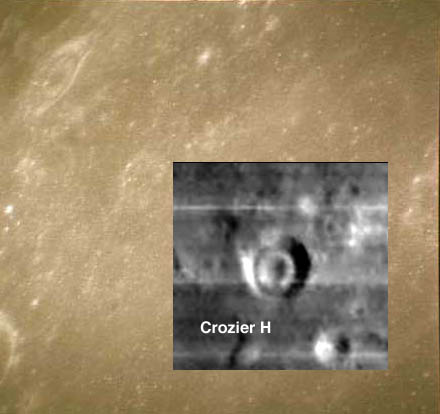
Сателітний кратер Крозьє H. Світлина зонда Lunar Orbiter 4 накладена на світлину, зроблену з борту Аполлона-16

- Сателітний кратер Крозьє E включений до списку кратерів з яскравою системою променів Асоціації місячної та планетарної астрономії (ALPO)[5].
- Сателітний кратер Крозьє H є концентричним кратером.